# Pagar Desa
Pagar Desa is een bestuurslaag in het regentschap Musi Banyuasin van de provincie Zuid-Sumatra, Indonesië. Pagar Desa telt 844 inwoners (volkstelling 2010).